# Модоло, Марко
Марко Модоло (итал. Marco Modolo; род. 23 марта 1989, Сан-Дона-ди-Пьяве, Венеция) — итальянский футболист, игравший на позиции защитника.

## Клубная карьера
Модоло родился в Сан-Дона-ди-Пьяве в провинции Венеция? и начал свою карьеру в клубе «Интернационале». В январе 2007 года он ушел в «Про Сесто» вместе с Роберто Де Филипписом и Даниэлем Марино. 31 августа 2007 года он присоединился к «Венеция». В 2008 году он присоединился к клубу «Санвитезе» из Серии D. В 2009 он вернулся в «Венецию». В 2010 году он подписал контракт с «Про Верчелли». Клуб получал повышения в 2011 году (в третий дивизион) и снова в 2012 году (в Серию B). В сезоне 2012/13 он носил футболку с номером 6 и сыграл в 18 матчах. 1 июля 2013 года Модоло стал свободным агентом. 30 августа был подписан клубом «Парма», но в тот же день был отдан в аренду дружескому словенскому клубу «Горица» вместе с Набилем Тайдером и Абделаем Диаките. Перед сделкой «Парма» передала «Горице» более 15 игроков. Оформление документов на его перевод было завершено 10 октября. В январе 2015 года он вернулся в Италию, подписав контракт с «Карпи», а летом присоединился к «Венеции».

## Достижения

### «Горица»
- Обладатель Кубка Словении: 2013/14

### «Карпи»
- Чемпион Серии B: 2014/15